# 老韦斯特伯里花园
老韦斯特伯里花园（Old Westbury Gardens）位于美国纽约州长岛北海岸拿骚县老韦斯特伯里村老韦斯特伯里路71号，原为钢铁大王约翰‧菲利普斯的庄园，1959年菲利普斯去世后向公众开放。

## 历史

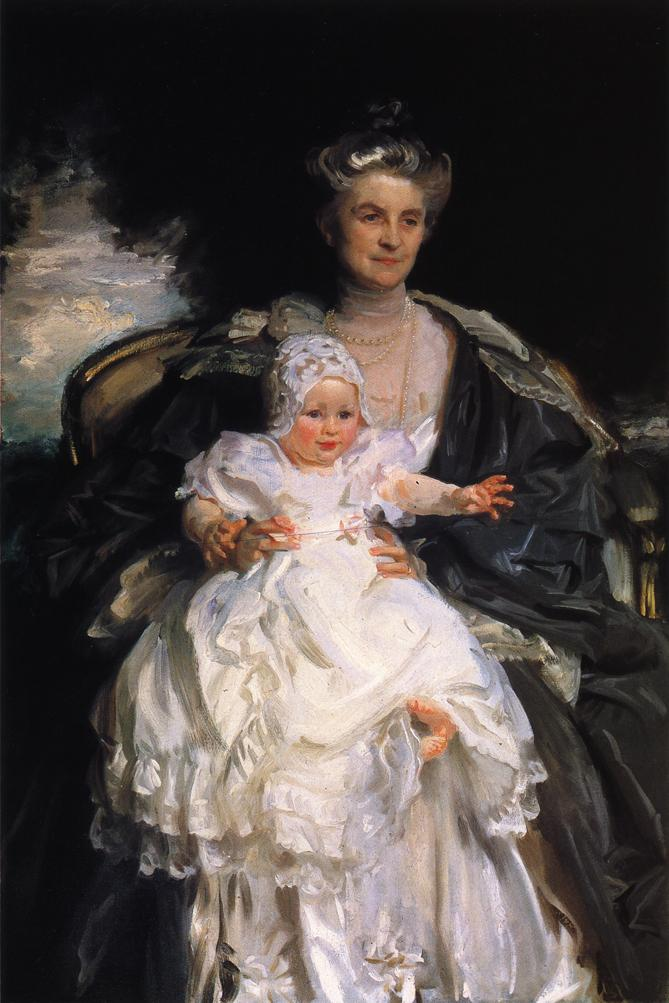
《亨利·菲普斯夫人和她的孙子温斯顿》

庄园由约翰.菲普斯于1903年开始建造。菲力普斯承诺给他的英国未婚妻玛格丽特在美国建造一座和家乡的巴特尔修道院一样的庄园。至1906年完工后，菲力普斯一家入住庄园。
韦斯特伯里庄园为英王查理二世风格，由Geoge A. Crawley设计，有23个房间，占地160英畝（0.65平方）。
约翰·辛格·萨金特的油画《亨利·菲普斯夫人和她的孙子温斯顿》悬挂在餐厅。温斯顿·丘吉尔是孩子的教父。